# Jamal Cain
Jamal Cain (Pontiac, 20 marzo 1999) è un cestista statunitense, professionista nella NBA con i New Orleans Pelicans.

## Carriera
Dopo aver trascorso la carriera universitaria tra i Marquette Golden Eagles e gli OU Golden Grizzlies, non viene scelto al Draft NBA 2022. Il 15 luglio viene firmato dai Miami Heat, che il 9 ottobre lo trasformano in un two-way contract.

## Statistiche

### NCAA
| Anno      | Squadra             | PG  | PT | MP   | TC%  | 3P%  | TL%  | RP   | AP  | PRP | SP  | PP   |
| --------- | ------------------- | --- | -- | ---- | ---- | ---- | ---- | ---- | --- | --- | --- | ---- |
| 2017-2018 | Marquette G. Eagles | 34  | 1  | 17,2 | 48,4 | 47,3 | 47,8 | 3,4  | 0,6 | 0,8 | 0,4 | 4,6  |
| 2018-2019 | Marquette G. Eagles | 29  | 3  | 8,7  | 43,8 | 27,3 | 25,0 | 2,1  | 0,2 | 0,4 | 0,2 | 1,7  |
| 2019-2020 | Marquette G. Eagles | 30  | 1  | 18,4 | 48,3 | 38,2 | 71,9 | 4,2  | 0,8 | 0,6 | 0,4 | 5,2  |
| 2020-2021 | Marquette G. Eagles | 27  | 26 | 29,9 | 44,2 | 34,3 | 72,2 | 6,3  | 1,0 | 0,9 | 0,3 | 9,6  |
| 2021-2022 | OU Golden Grizzlies | 30  | 30 | 35,0 | 49,9 | 29,8 | 84,1 | 10,7 | 0,7 | 1,8 | 0,6 | 19,9 |
| Carriera  | Carriera            | 150 | 61 | 21,6 | 47,8 | 35,1 | 75,6 | 5,2  | 0,6 | 0,9 | 0,4 | 8,1  |

#### Massimi in carriera
- Massimo di punti: 32 vs Detroit-Mercy (13 febbraio 2022)[5]
- Massimo di rimbalzi: 21 vs Wisconsin-Green Bay (22 gennaio 2022)
- Massimo di assist: 5 vs Grambling State (17 dicembre 2019)
- Massimo di palle rubate: 4 (5 volte)
- Massimo di stoppate: 2 (9 volte)
- Massimo di minuti giocati: 40 (4 volte)

### NBA

#### Regular Season
| Anno      | Squadra       | PG | PT | MP   | TC%  | 3P%  | TL%  | RP  | AP  | PRP | SP  | PP  |
| --------- | ------------- | -- | -- | ---- | ---- | ---- | ---- | --- | --- | --- | --- | --- |
| 2022-2023 | Miami Heat    | 18 | 0  | 13,3 | 56,1 | 35,0 | 77,3 | 2,9 | 0,7 | 0,6 | 0,1 | 5,4 |
| 2023-2024 | Miami Heat    | 26 | 1  | 10,0 | 43,0 | 35,5 | 78,3 | 1,4 | 0,4 | 0,4 | 0,2 | 3,7 |
| 2024-2025 | N.O. Pelicans | 37 | 0  | 13,6 | 43,0 | 32,5 | 68,0 | 2,3 | 0,6 | 0,6 | 0,2 | 5,3 |
| Carriera  | Carriera      | 81 | 1  | 12,4 | 45,9 | 33,6 | 72,6 | 2,1 | 0,5 | 0,5 | 0,2 | 4,8 |

#### Massimi in carriera
- Massimo di punti: 18 vs Orlando Magic (9 aprile 2023)[6]
- Massimo di rimbalzi: 7 (2 volte)
- Massimo di assist: 3 vs Oklahoma City Thunder (10 gennaio 2023)
- Massimo di palle rubate: 2 (4 volte)
- Massimo di stoppate: 1 vs Washington Wizards (7 aprile 2023)
- Massimo di minuti giocati: 33 vs Oklahoma City Thunder (10 gennaio 2023)

### G League
| Anno      | Squadra           | PG | PT | MP   | TC%  | 3P%  | TL%  | RP   | AP  | PRP | SP  | PP   |
| --------- | ----------------- | -- | -- | ---- | ---- | ---- | ---- | ---- | --- | --- | --- | ---- |
| 2022-2023 | S. Falls Skyforce | 25 | 22 | 32,7 | 55,6 | 36,2 | 76,6 | 8,5  | 2,0 | 1,3 | 0,5 | 20,5 |
| 2023-2024 | S. Falls Skyforce | 15 | 15 | 39,1 | 52,1 | 38,7 | 88,9 | 10,3 | 3,7 | 2,2 | 1,1 | 23,5 |
| Carriera  | Carriera          | 40 | 37 | 35,1 | 54,2 | 37,2 | 82,2 | 9,2  | 2,6 | 1,6 | 0,7 | 21,6 |